# Internflykting

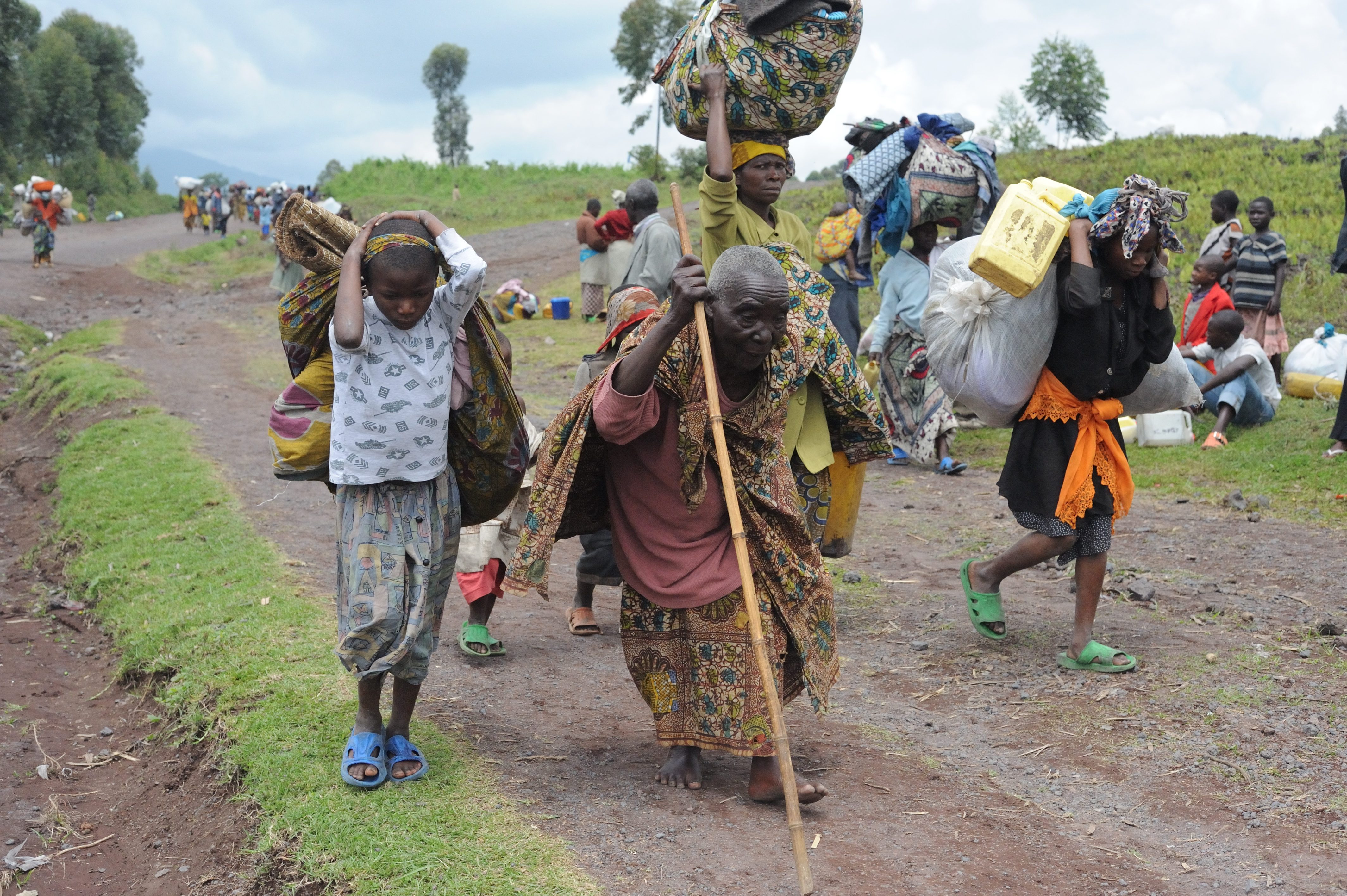
Bybor som flyr gevärseld i ett läger för internflyktingar under Nord-Kivu-kriget 2008

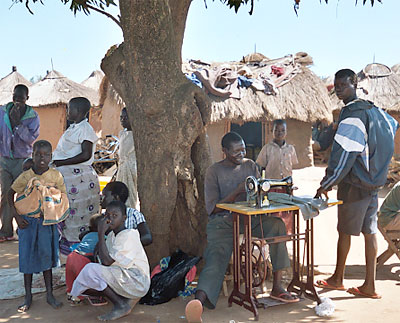
Skräddare i Labuje flyktingläger för internflyktingar i Uganda

Internflykting är beteckningen på en person som  befinner sig på flykt inom sitt eget hemland, ofta på grund av etniska konflikter eller inbördeskrig.
En internflykting omfattas inte av  definition av vem som ska anses ha flyktingstatus enligt FN:s flyktingkonvention från 1951. En internflykting kan därför inte ställa krav på asyl och uppehållstillstånd.

## Beskrivning
Internationella Rödakorskommittén och enskilda länder räknar dock internflyktingarna som flyktingar och många stater ger uppehållstillstånd till människor som söker asyl även om dessa inte uppfyller kraven i Flyktingkonventionen.
Internal Displacement Monitoring Centre (IDMC) sattes upp av Norska Flyktingkommitten 1998 på anmodan av FN för att skapa en överblick av internflyktingar.
I Asien och Afrika finns ett stort antal människor som lever som internflyktingar, ofta till följd av att krig förstört deras hem eller för att de inte vågar stanna av någon annan orsak. I Algeriet till exempel lever mellan 400 000 och 600 000 som flyktingar i sitt eget land, för att de råkat i konflikt med militären (2006). I Sudan uppgick internflyktingarna 2006 till mellan 5,3 och 6,2 miljoner människor.
Demokratiska republiken Kongo har 1,5 miljoner internflyktingar sedan andra kongokriget. De flesta finns i östra Kongo.
Den internationella termen för internflykting är Internally displaced person (IDP).[källa behövs]